# Шушинський державний історико-архітектурний заповідник
Шушинський державний історико-архітектурний заповідник (азерб. Şuşa Dövlət Tarix-Memarlıq Qoruğu) — державний заповідник у межах міста Шуша в Азербайджані.
Шуша, побудована карабаським ханом Панахалі-ханом на місці стародавнього поселення, є рідкісною пам'яткою середньовічної культури містобудування і вцілілим зразком Карабаської архітектури. У 1988 році місто Шуша було оголошене Державним Історико-архітектурним заповідником Азербайджанської Республіки. Фактично розташований на території Шушинського району невизнаної Нагірно-Карабаської Республіки, тому урядом Азербайджанської Республіки не контролюється.

## Історія
У зв'язку із суспільно-політичним становищем країни у XVIII столітті, найважливішою особливістю мистецтва містобудування є формування центрів ханств. Серед новостворених центрів ханств столиця Карабаського ханства місто Шуша, вирізнялося своїм незвичайним природним переважаючим стратегічним розташуванням. Після здобуття незалежності в 1747 році засновник Карабаського ханства Панахалі Сариджа Джаваншира (Панах-хан) ухвалив рішення про будівництво надійної резиденції. У зв'язку з тим, що раніше побудовані фортеці Баяти (1748) і Шахбулагі (1752) не повною мірою відповідали вимогам обороноздатності, Панах-хан ухвалив рішення про будівництво нового міста-фортеці. Місцем будівництва для нової резиденції було обрано Шушинське плато. Дата заснування Шушинської фортеці досі точно не визначена. Для визначення дати будівництва Шушинської фортеці велику цінність становить інформація, отримана дослідником Е. Авалоном із російських джерел періоду XIX століття. У них повідомляється, що на настінній меморіальній дошці однієї з мечетей написано, що місто Шуша було засноване Панах-ханом у 1167 році за мусульманським літочисленням. Пізніше ця меморіальна дошка була знята зі стіни мечеті під час проведення відновлювальних робіт. Відповідно до напису, Шушинська фортеця заснована в 1753 році.
Найвище місце Шушинського плато знаходиться на висоті 1600 метрів над рівнем моря, найнижче — 1300 метрів. Це високогірне плато оточене глибокими обривами, що спускаються до річок Хелфелі і Дашалти. Будівництво фортечної стіни було необхідне лише для оборони північно-східної частини плато, яка була природно слабо захищеною. Таким чином, в результаті вдалого вибору місцевості з'явилася можливість для будівництва добре захищеного найбільшого за територією (350 га) міста, відповідного стратегічним вимогам того часу з меншими витратами. У перші роки будівництва місто-фортеця було названо Панахабад, на честь засновника. Однак, згодом фортеця була перейменована в Шуша. Побудована на недосяжній скелі, Шуша своєю будовою уподібнювалась міським фортецям, відомим з настінних малюнків древньої Мідії періоду IX століття до н. е.

## Архітектура

### Фортеця
З часу заснування місто Шуша, що витримало ряд штурмів і облог, було головною фортецею Карабаху, і саме тому серед народу це місто було відоме під назвою фортеця. Відповідно до будівельних традицій азербайджанського середньовічного містобудування Шушинська фортеця мала чотири брами. Головна міська брама була в північній стороні міста і відкривалися в бік міста Гянджа, тому вона називалася Гянджинською брамою. Із західними районами Азербайджану Шушинську фортецю пов'язувала Іреванська (Єреванська) брама. Інші дві брами зручно з'єднували Шушу з навколишніми гірськими селищами. Внутрішня цитадель Шуші перебувала на великій височині біля Гянджинської брами. За словами історика, Мір Мехді Хазана, побудована Панах-ханом, внутрішня цитадель була палацом, що нагадує фортецю з вежами та стінами. Також хан побудував для свого старшого сина Ібрагім-хана «красивий палац» на височині недалеко від своєї резиденції. Як видно з креслень, у плані є палац, будівля суду й інші будівлі комплексу. Як і багато інших пам'яток Шуші, цей палацовий комплекс також зруйновано і знищено після російського захоплення. Палацовий комплекс був оточений фортечними стінами з круглими баштами.
У стратегічно сприятливому місці міської фортеці були збудовані замки, чотирикутного планування, з внутрішнім подвір'ям. Перш за все ці замки були спорудами фортечного типу, що вміщають оборонний полк. Також ці палаци, побудовані на околицях міської фортеці, у високих місцях, відігравали вирішальну роль у питаннях повного контролю міського периметра, у визначенні характеру і напрямку нападу на фортецю. До наших днів збереглися лише два з них: Замок Панах-хана і замок Гара Беюк ханум. За написом над вхідними дверима замок Гара Беюк ханум побудований у 1768 році. Динамічний ландшафт землі відіграв вирішальну роль у визначенні розташування фортечних стін і веж. Оскільки стіна була побудована відповідно до суворого гірського рельєфу, її планування набуло складну форму ламаної лінії. Значний виступ веж з основної стіни, значно посилив оборону основи стіни. Силуети фортечної стіни й веж через різницю рівня, мають багато підйомів-спусків. Фортечні стіни, башти та вежі замків об'єднавшись із лісовим ландшафтом Шушинської рівнини і з ландшафтом стрімких скель, з'являється чудова панорама.

### Квартали
Крім того, що Шуша є містом-фортецею, у XVIII—XIX століттях вона була також одним з важливих політично-економічних і культурних центрів Азербайджану. Перші 9 кварталів Шушінської фортеці, називаються Нижніми кварталами, через будівництво їх у нижній частині міста з відносно спокійним рельєфом. За часів правління Ібрагім-хана (1759—1806) у східній частині міста формуються 8 Верхніх кварталів. У західній частині міста з більш суворим рельєфом, в основному, після російського захоплення (1805), будуються 12 кварталів. Нижні квартали називаються: Гурдлар, Сеідлі, Джулфалар, Гуюлуг, Дердлер гурд, Гаджи Юсіфлі, Дорда Чинар і Чел Гала (Джухудлар). Верхні квартали: Мардінлі, Саатли, Кочерлі, Мамайя, Ходжа Мірджанли, Демірчі, Хамам габаги і Тезе мехелле. Квартали Мехрулу, Газанчілі, Екліс, Чіллеборд, Дере та інші квартали гірської західної частини відокремлюють один від одного вузькі криві вулиці. Квартали, розташовані у вигляді терас на тлі фортечних стін із білого каменю і прекрасної природи, створюють виразний вигляд. Оскільки на подальших етапах свого розвитку не було проведено ґрунтовних проєктних і будівельних робіт, Шуша зберегла своє історично сформовану архітектурно-планувальну будову.
Квартали Шуші, також як і в інших містах Азербайджану, складаються з дворових будинків—маєтків. Більшість будинків Шуші були двоповерховими і були побудовані з грубого каменю. Традиційні Шушинські будинки з вітражними вікнами великих балконів і кольоровими настінними узорами в інтер'єрах, не відрізнялися від будинків інших зон Азербайджану. Залишилося кілька цінних зразків таких будинків. Серед житлових будинків, таких як садиба Гаджи Гулулар, будинок Натаван, будинок Угурлу-бека, будинок Асад-бека, будинок Мехмандарова. Будинки палацового типу ханів і беків відрізнялися багатим художньо-архітектурним рішенням. Але більшість цих будівель не збереглися до наших днів.

### Релігійні центри
У кожному Шушинського кварталі, крім житлових будинків, які формують його, був локальний громадсько-релігійний центр. Цей центр складався з групи будівель: мечеті, медресе, лазні, магазину та джерела. Попри те, що зовнішній вигляд прямокутних мечетей (Джулфалар, Чухур, Гаджи Юсіфлі тощо) кварталу схожий на житлові будинки, їхні інтер'єри оформлені в повній відповідності до запитів релігійної архітектури. Квартальні мечеті (Чель гала, Тезе, Саатли, Мамайя), з потрійним поділом молебного салону, відрізняються досконалішим плануванням. У той час, як на дахах багатьох квартальних мечетей споруджували маленькі будки для азанчі (служителя мечеті, який закликає з мінарету до молитви), у мечеті Саатли був мінарет із цегляними візерунками. Наймонументальнішою серед Шушинських мечетей є Верхній Гевхер-ага, побудована у 1883 році великим архітектором XIX століття Кербалаєм Сафі-ханом. Велика мечеть Джума Шуші, відбудована заново дочкою Ібрагім-хана — Гевхер-ага, на місці зведеної її батьком в 1768 році мечеті. Мечеть Джума є домінантною на основній площі Шуші — Мейдане. За 150 метрів на північний схід від головної площі міста Шуші, навколо мечеті Нижній Гевхер ага, розташований сформований архітектурний комплекс. У комплекс входять мечеть, медресе, магазини та житлові будинки.
Мечеть Нижній Гевхераг, побудована архітектором Кербалаєм Сафі-ханом в 1868—1870 роках, за своєю плановою будовою схожа на мечеті Джума Агдама і Шуші. Лише два мінарети в мечеті Нижній Гевхераг розташовані не на передньому фасаді, а в кутах заднього фасаду. Так як майже всі квартальні мечеті Шуші були побудовані за участю архітектора Кербалая Сафі-хана Гарабагі, у всіх них відчувається загальний архітектурний стиль.

### Торговельний центр
У XVIII—XIX століттях Шуша активно брало участь у міжнародній торгівлі. Торгівля зі Сходом та Заходом стала причиною створення торговельного центру. Мейдан (площа), що є стрижнем міста, також став стрижнем головного торгового комплексу. З Мейдану розгалужуються три торгові вулиці — Раста-базар на північ, Ашаги-базар на схід, Шейтан-базар на південь. На цих торгових вулицях, по боках яких були збудовані в ряд магазини, також містилися основні релігійні будівлі, караван-сараї і торгові площі Шуші.